# Gran Premio di Germania 2011
Il Gran Premio di Germania 2011 si è svolto domenica 24 luglio 2011 sul circuito del Nürburgring ed è stata la decima prova della stagione 2011 del Campionato Mondiale di Formula 1. La gara è stata vinta dal britannico Lewis Hamilton su McLaren-Mercedes, al suo sedicesimo successo nel mondiale. Hamilton ha preceduto sul traguardo lo spagnolo Fernando Alonso su Ferrari e l'australiano Mark Webber su Red Bull Racing-Renault.
Questo Gran Premio segna l'ultima gara in F1 per Karun Chandhok.

## Vigilia

### Sviluppi futuri
La FIA comunica che i motori 1.600 cm³, presenti dal 2014, gireranno a 15.000 rpm, dove le vetture dovranno funzionare solo tramite energia elettrica dentro la corsia dei box. Il numero delle marce verrà portato obbligatoriamente a otto e i piloti potranno riaccendere autonomamente il motore una volta che questo si sia spento.

### Aspetti tecnici
La Pirelli, unico fornitore di pneumatici, annuncia che per il gran premio saranno disponibili mescole di tipo morbido e medio.
Dopo l'accordo raggiunto tra la federazione e le scuderie a Silverstone, da questo gran premio in poi si potranno utilizzare i vecchi scarichi e diffusori inizialmente vietati. Resterà in vigore, comunque, l'obbligo di non modificare la mappatura del motore tra qualifiche e gara.
La linea della partenza viene avanzata di 240m, rispetto alla prima curva, a causa del maggior numero di vetture in griglia. Nell'ultima edizione del gran premio disputata sul circuito, quella del 2009, solo venti monoposto presero parte alla gara, contro le 24 della stagione in corso. Di conseguenza le vetture di testa arriveranno meno veloci alla prima curva, riducendo il rischio di incidenti.

### Aspetti sportivi
Il mantenimento del gran premio nel calendario mondiale è messo in dubbio dalla volontà del governo della Renania-Palatinato di non supportare finanziariamente la gara. Il responsabile del circuito, Jörg Lindner, ha affermato che il mantenimento della gara avverrà solo se vi saranno condizioni politiche ed economiche accettabili.
James Allison, direttore tecnico della Renault è nominato capo del gruppo di lavoro tecnico della FOTA. Il posto, occupato precedentemente da Aldo Costa, era vacante da quando l'ingegnere italiano era stato allontanato dal suo incarico alla Ferrari, sostituito da Pat Fry nel mese di maggio 2011.
Nick Heidfeld, pilota della Renault, indossa un casco speciale, disegnato espressamente per il suo gran premio nazionale. Il pilota ha lanciato un concorso via internet fra i suoi fan; il concorso è vinto da un polacco. Al termine della corsa il casco verrà messo all'asta dall'associazione Stiftung RTL - Wir helfen Kindern e.V. nel corso della manifestazione benefica Spendenmarathon.
Michael Schumacher indossa uno speciale cappellino di colore nero per festeggiare i vent'anni dall'esordio in Formula 1 avvenuto nel Gran Premio del Belgio 1991. Il tedesco correrà per la prima volta sul tracciato da quando le curve 8 e 9 sono state ridenominate Michael Schumacher S in suo onore.
Dopo il cambio di proprietà, l'Hispania Racing F1 Team cambia il nome in HRT Formula One Team, e l'ex pilota Luis Pérez-Sala diventa consulente per il team.
Tom Kristensen, recordman di vittorie alla 24 Ore di Le Mans con otto successi, è nominato dalla FIA come commissario aggiunto del gran premio. Aveva già svolto tale incarico nel Gran Premio d'Australia 2010.
L'indiano Karun Chandhok sostituisce, solo per questo gran premio, Jarno Trulli alla Lotus-Renault. Chandhok è collaudatore del team malese e nel 2010 corse la prima parte della stagione con l'HRT. Nella prima sessione di prove libere del venerdì Nico Hülkenberg sostituisce Paul Di Resta alla Force India-Mercedes e Narain Karthikeyan prende il posto di Vitantonio Liuzzi all'HRT.

## Prove

### Resoconto
La prima sessione del venerdì si svolge con pista asciutta. Nella prima fase non vengono fatti segnare tempi significativi; il primo a cogliere un rilevamento cronometrico è Nick Heidfeld.
Dopo i primi trenta minuti va in testa Lewis Hamilton, davanti a Nico Rosberg e Mark Webber, che è autore anche di un lungo. Successivamente il tempo viene migliorato da Sebastian Vettel. Qualche minuto dopo va in testa Fernando Alonso.
Anche Michael Schumacher è autore di una uscita di pista nella parte finale della sessione. Alonso, infine, negli ultimi minuti, con gomme morbide, fa migliorare ancora il tempo della sessione. Uscite di pista anche per Kovalainen e Buemi che resta con la sua STR nella ghiaia.
Anche la sessione pomeridiana si svolge con pista asciutta. Fernando Alonso prenda la testa, battendo il tempo di Jaime Alguersuari. Daniel Ricciardo termina presto la sessione per un guasto al propulsore.
Il tempo dello spagnolo della Ferrari non viene battuto nella prima fase: dietro a lui si portano le due RBR e Felipe Massa. Il brasiliano mette gomme morbide e scavalca il compagno di scuderia. Poco dopo è Fernando Alonso a far segnare nuovamente la prestazione più rapida. Lo spagnolo è autore anche di un'escursione sulla ghiaia.
Mark Webber si pone in testa con un tempo di un decimo più rapido del ferrarista. A circa mezz'ora dal termine fuoripista per Nico Rosberg. Nella fase finale della sessione Alonso ha rischiato la collisione con Michael Schumacher. La classifica resta invariata con Webber primo davanti ad Alonso, Vettel, Massa e le due Mercedes.
Anche nella sessione del sabato il tempo è nuvoloso ma non piove. Dopo i primi minuti, dove sono i piloti delle scuderie di medio-bassa classifica a far segnare i tempi migliori, è stato il turno dei due piloti della Mercedes GP a prendere il comando.
A metà della sessione Lewis Hamilton ha fatto segnare il tempo più basso, battuto poi dal compagno di scuderia Jenson Button.
Con le gomme morbide è Sergio Pérez a segnare il tempo migliore, poi battuto da Fernando Alonso con gomme medie, battuto poi da Button.
Negli ultimi minuti tutti i piloti montavano gomme morbide. Prima andava in testa Rosberg, poi Alonso. Si avvicinano al tempo dello spagnolo le due Red Bull: Mark Webber a soli 40 millesimi e Vettel a 3 decimi.
L'australiano è passato in testa a due minuti dal termine, prima di essere battuto dal compagno di squadra negli istanti finali.

### Risultati
Nella prima sessione del venerdì si è avuta questa situazione:
| Pos | Nº | Pilota           | Costruttore | Tempo    | Gap    | Giri |
| --- | -- | ---------------- | ----------- | -------- | ------ | ---- |
| 1   | 5  | Fernando Alonso  | Ferrari     | 1'31"894 |        | 30   |
| 2   | 2  | Mark Webber      | RBR-Renault | 1'32"217 | +0"323 | 24   |
| 3   | 1  | Sebastian Vettel | RBR-Renault | 1'32"268 | +0"374 | 27   |

Nella seconda sessione del venerdì si è avuta questa situazione:
| Pos | Nº | Pilota           | Costruttore | Tempo    | Gap    | Giri |
| --- | -- | ---------------- | ----------- | -------- | ------ | ---- |
| 1   | 2  | Mark Webber      | RBR-Renault | 1'31"711 |        | 34   |
| 2   | 5  | Fernando Alonso  | Ferrari     | 1'31"879 | +0"168 | 38   |
| 3   | 1  | Sebastian Vettel | RBR-Renault | 1'32"084 | +0"373 | 28   |

Nella sessione del sabato mattina si è avuta questa situazione:
| Pos | Nº | Pilota           | Costruttore | Tempo    | Gap    | Giri |
| --- | -- | ---------------- | ----------- | -------- | ------ | ---- |
| 1   | 1  | Sebastian Vettel | RBR-Renault | 1'30"916 |        | 15   |
| 2   | 2  | Mark Webber      | RBR-Renault | 1'31"049 | +0"133 | 16   |
| 3   | 5  | Fernando Alonso  | Ferrari     | 1'31"138 | +0"222 | 12   |

## Qualifiche

### Resoconto
La temperatura atmosferica è molto bassa, attorno ai 14 °C, mentre quella dell'asfalto è di 22 °C. Nella Q1 non si verificano sorprese. Il miglior tempo è fatto da Felipe Massa, mentre vengono eliminati i sei piloti della scuderie Lotus-Renault, Virgin-Cosworth e HRT-Cosworth e Kamui Kobayashi.
In Q2 tutti montano subito le gomme più morbide per entrare in Q3. Vengono eliminati i due della STR-Ferrari, i due della Williams-Cosworth, Nick Heidfeld, Paul Di Resta e Sergio Pérez.
Nell'ultima fase il primo a far segnare un tempo è Alonso, battuto poi da Hamilton e Webber. Nel secondo tentativo Hamilton fa un buon primo parziale ma non riesce a scavalcare Webber. Sebastian Vettel è terzo e non riesce a migliorarsi. Mark Webber conquista la nona pole della carriera, la 30ª per la Red Bull, undicesima consecutiva, davanti a Hamilton, Vettel e Alonso.

### Risultati
Nella sessione di qualifica si è avuta questa situazione:
| Pos                         | Nº | Pilota             | Costruttore          | Q1       | Q2       | Q3       | Griglia |
| --------------------------- | -- | ------------------ | -------------------- | -------- | -------- | -------- | ------- |
| 1                           | 2  | Mark Webber        | RBR-Renault          | 1'33"096 | 1'31"311 | 1'30"079 | 1       |
| 2                           | 3  | Lewis Hamilton     | McLaren-Mercedes     | 1'32"934 | 1'30"998 | 1'30"134 | 2       |
| 3                           | 1  | Sebastian Vettel   | RBR-Renault          | 1'32"973 | 1'31"017 | 1'30"216 | 3       |
| 4                           | 5  | Fernando Alonso    | Ferrari              | 1'32"916 | 1'31"150 | 1'30"442 | 4       |
| 5                           | 6  | Felipe Massa       | Ferrari              | 1'31"826 | 1'31"582 | 1'30"910 | 5       |
| 6                           | 8  | Nico Rosberg       | Mercedes GP          | 1'32"785 | 1'31"343 | 1'31"263 | 6       |
| 7                           | 4  | Jenson Button      | McLaren-Mercedes     | 1'33"224 | 1'31"532 | 1'31"288 | 7       |
| 8                           | 14 | Adrian Sutil       | Force India-Mercedes | 1'32"286 | 1'31"809 | 1'32"010 | 8       |
| 9                           | 10 | Vitalij Petrov     | Renault              | 1'33"187 | 1'31"985 | 1'32"187 | 9       |
| 10                          | 7  | Michael Schumacher | Mercedes GP          | 1'32"603 | 1'32"180 | 1'32"482 | 10      |
| 11                          | 9  | Nick Heidfeld      | Renault              | 1'32"505 | 1'32"215 | N.D.     | 11      |
| 12                          | 15 | Paul di Resta      | Force India-Mercedes | 1'32"651 | 1'32"560 | N.D.     | 12      |
| 13                          | 12 | Pastor Maldonado   | Williams-Cosworth    | 1'33"003 | 1'32"635 | N.D.     | 13      |
| 14                          | 11 | Rubens Barrichello | Williams-Cosworth    | 1'33"664 | 1'33"043 | N.D.     | 14      |
| 15                          | 17 | Sergio Pérez       | Sauber-Ferrari       | 1'33"295 | 1'33"176 | N.D.     | 15      |
| 16                          | 19 | Jaime Alguersuari  | STR-Ferrari          | 1'33"658 | 1'33"698 | N.D.     | 16      |
| 17                          | 16 | Kamui Kobayashi    | Sauber-Ferrari       | 1'33"786 | N.D.     | N.D.     | 17      |
| 18                          | 20 | Heikki Kovalainen  | Lotus-Renault        | 1'35"599 | N.D.     | N.D.     | 18      |
| 19                          | 24 | Timo Glock         | Virgin-Cosworth      | 1'36"400 | N.D.     | N.D.     | 19      |
| 20                          | 21 | Karun Chandhok     | Lotus-Renault        | 1'36"422 | N.D.     | N.D.     | 20      |
| 21                          | 25 | Jérôme d'Ambrosio  | Virgin-Cosworth      | 1'36"641 | N.D.     | N.D.     | 21      |
| 22                          | 23 | Vitantonio Liuzzi  | HRT-Cosworth         | 1'37"011 | N.D.     | N.D.     | 23      |
| 23                          | 22 | Daniel Ricciardo   | HRT-Cosworth         | 1'37"036 | N.D.     | N.D.     | 22      |
| SQ                          | 18 | Sébastien Buemi    | STR-Ferrari          | 1'33"635 | 1'33"546 | N.D.     | 24      |
| Tempo limite 107%: 1'38"253 |    |                    |                      |          |          |          |         |

Con i tempi in grassetto sono visualizzate le migliori prestazioni in Q1, Q2 e Q3.

## Gara

### Resoconto
Alla partenza il cielo è nuvoloso, ma non piove. Le due Red Bull sono protagoniste di un cattivo avvio: Mark Webber, che parte dalla pole, viene bruciato alla prima curva da Lewis Hamilton e insidiato da Fernando Alonso, che ha passato Sebastian Vettel. Il tedesco all'inizio del secondo giro sfrutta un errore dello spagnolo e si ritrova al terzo posto.
Le gomme della Ferrari di Alonso entrano in temperatura e l'iberico mette pressione su Vettel, fino a passarlo al giro 7. Due giri dopo Vettel va in testacoda, dopo che la vettura è transitata su una zona di erba sintetica bagnata. Ciò consente agli inseguitori, Nico Rosberg e Felipe Massa, di avvicinarsi. Al decimo giro avviene il contatto tra Sébastien Buemi e Nick Heidfeld: la monoposto del tedesco perde l'alettone anteriore, salta sul cordolo e poi s'insabbia.
All'undicesimo giro Massa passa Rosberg alla prima curva, mentre davanti i tre battistrada sono racchiusi in pochi decimi. Webber attacca Hamilton all'ultima curva, lo passa, ma l'inglese si riprende la posizione sul rettilineo dei box. Al 14º giro Webber va ai box, seguito due giri dopo da Lewis Hamilton e Alonso. Massa passa nello stesso istante Vettel, che va al cambio gomme subito dopo. Al rientro in pista di Hamilton e Alonso è Webber a ritrovarsi primo. I quattro piloti, Webber, Hamilton, Alonso e Felipe Massa si ritrovano vicinissimi. Il brasiliano va al cambio gomme il giro seguente.
Al 30º giro nuova sosta ai box per Mark Webber; il giro seguente è il turno di Hamilton. Al rientro in pista l'inglese resiste all'attacco dell'australiano e rimane in testa. Al giro 33 è il turno di Alonso al secondo cambio gomme. All'uscita dai box è in testa, ma viene subito passato da Hamilton. Anche Webber cerca di passare Alonso ma senza fortuna. L'australiano va dritto alla chicane. Ora la situazione vede davanti Hamilton, seguito da Alonso, Webber, Massa e Vettel.
Nei successivi giri Alonso cerca di avvicinarsi a Hamilton, così come Vettel cerca di insidiare il quarto posto di Massa. Il brasiliano, dopo il pit stop al giro 42, però, è ancora davanti al tedesco.
Al giro 52 Hamilton va ai box per il terzo cambio gomme. Ora tutti i piloti davanti devono montare le gomme più dure, per l'ultimo tratto di gara. Alonso resiste in pista per due tornate ma quando va al cambio gomme non riesce a tornare in pista davanti all'inglese. Al penultimo giro pit stop in contemporanea per Massa e Vettel: un problema con un dado della gomma anteriore sinistra della Ferrari consente al tedesco di passare il brasiliano nella corsia dei box.
Vince Lewis Hamilton, per la sedicesima volta nel mondiale come Stirling Moss e Sebastian Vettel, davanti a Fernando Alonso e Mark Webber. Per l'australiano è il quarto terzo posto consecutivo; eguaglia il record di Heinz-Harald Frentzen che giunse, nel 1997, terzo consecutivamente nei gran premi del Belgio, Italia, Austria e Lussemburgo, quest'ultimo corso curiosamente anch'esso al Nürburgring. Vettel, quarto, è, per la prima volta nella stagione, fuori dalla prime due posizioni. Dopo undici gare di fila il tedesco non va a podio, chiudendo così la terza striscia più lunga di podi consecutivi nella storia del mondiale di F1.
Dopo il traguardo Fernando Alonso deve parcheggiare la monoposto per non consumare tutta la benzina, in quanto questa va controllata dai commissari dopo la gara. Giunge nella zona del podio salendo sulla vettura di Mark Webber.

### Risultati
I risultati del gran premio sono i seguenti:
| Pos | Nº | Pilota             | Costruttore          | Giri | Tempo/Ritiro           | Griglia | Punti |
| --- | -- | ------------------ | -------------------- | ---- | ---------------------- | ------- | ----- |
| 1   | 3  | Lewis Hamilton     | McLaren-Mercedes     | 60   | 1h37'30"334            | 2       | 25    |
| 2   | 5  | Fernando Alonso    | Ferrari              | 60   | +3"980                 | 4       | 18    |
| 3   | 2  | Mark Webber        | RBR-Renault          | 60   | +9"788                 | 1       | 15    |
| 4   | 1  | Sebastian Vettel   | RBR-Renault          | 60   | +47"921                | 3       | 12    |
| 5   | 6  | Felipe Massa       | Ferrari              | 60   | +52"252                | 5       | 10    |
| 6   | 14 | Adrian Sutil       | Force India-Mercedes | 60   | +1'26"208              | 8       | 8     |
| 7   | 8  | Nico Rosberg       | Mercedes GP          | 59   | +1 giro                | 6       | 6     |
| 8   | 7  | Michael Schumacher | Mercedes GP          | 59   | +1 giro                | 10      | 4     |
| 9   | 16 | Kamui Kobayashi    | Sauber-Ferrari       | 59   | +1 giro                | 17      | 2     |
| 10  | 10 | Vitalij Petrov     | Renault              | 59   | +1 giro                | 9       | 1     |
| 11  | 17 | Sergio Pérez       | Sauber-Ferrari       | 59   | +1 giro                | 15      |       |
| 12  | 19 | Jaime Alguersuari  | STR-Ferrari          | 59   | +1 giro                | 16      |       |
| 13  | 15 | Paul di Resta      | Force India-Mercedes | 59   | +1 giro                | 12      |       |
| 14  | 12 | Pastor Maldonado   | Williams-Cosworth    | 59   | +1 giro                | 13      |       |
| 15  | 18 | Sébastien Buemi    | STR-Ferrari          | 59   | +1 giro                | 24      |       |
| 16  | 20 | Heikki Kovalainen  | Lotus-Renault        | 58   | +2 giri                | 18      |       |
| 17  | 24 | Timo Glock         | Virgin-Cosworth      | 57   | +3 giri                | 19      |       |
| 18  | 25 | Jérôme d'Ambrosio  | Virgin-Cosworth      | 57   | +3 giri                | 21      |       |
| 19  | 22 | Daniel Ricciardo   | HRT-Cosworth         | 57   | +3 giri                | 22      |       |
| 20  | 21 | Karun Chandhok     | Lotus-Renault        | 56   | +4 giri                | 20      |       |
| Rit | 23 | Vitantonio Liuzzi  | HRT-Cosworth         | 37   | Elettronica            | 23      |       |
| Rit | 4  | Jenson Button      | McLaren-Mercedes     | 35   | Idraulica              | 7       |       |
| Rit | 11 | Rubens Barrichello | Williams-Cosworth    | 16   | Perdita d'olio         | 14      |       |
| Rit | 9  | Nick Heidfeld      | Renault              | 9    | Collisione con S.Buemi | 11      |       |

## Classifiche Mondiali

### Piloti
| Pos | Pilota             | Punti |
| --- | ------------------ | ----- |
| 1   | Sebastian Vettel   | 216   |
| 2   | Mark Webber        | 139   |
| 3   | Lewis Hamilton     | 134   |
| 4   | Fernando Alonso    | 130   |
| 5   | Jenson Button      | 109   |
| 6   | Felipe Massa       | 62    |
| 7   | Nico Rosberg       | 46    |
| 8   | Nick Heidfeld      | 34    |
| 9   | Vitalij Petrov     | 32    |
| 10  | Michael Schumacher | 32    |
| 11  | Kamui Kobayashi    | 27    |
| 12  | Adrian Sutil       | 18    |
| 13  | Jaime Alguersuari  | 9     |
| 14  | Sergio Pérez       | 8     |
| 15  | Sébastien Buemi    | 8     |
| 16  | Rubens Barrichello | 4     |
| 17  | Paul di Resta      | 2     |

### Costruttori
| Pos | Team                 | Punti |
| --- | -------------------- | ----- |
| 1   | RBR-Renault          | 355   |
| 2   | McLaren-Mercedes     | 243   |
| 3   | Ferrari              | 192   |
| 4   | Mercedes GP          | 78    |
| 5   | Renault              | 66    |
| 6   | Sauber-Ferrari       | 35    |
| 7   | Force India-Mercedes | 20    |
| 8   | STR-Ferrari          | 17    |
| 9   | Williams-Cosworth    | 4     |

## Decisioni della FIA
Al termine della gara, i commissari hanno deciso di penalizzare di 5 posizioni in griglia Sébastien Buemi nel Gran Premio successivo per aver provocato l'incidente a Nick Heidfeld durante una fase di sorpasso.
La FIA riesce a estrarre dalla vettura di Fernando Alonso il quantitativo di benzina necessaria per il controllo del carburante. Per tale ragione non vi sono sanzioni al pilota spagnolo.